# لی پیونگ کانگ شکست‌ناپذیر
لی پیونگ کانگ شکست‌ناپذیر (انگلیسی: Invincible Lee Pyung Kang؛‏ کره‌ای: 천하무적 이평강) یک مجموعه تلویزیونی محصول کره جنوبی در سال ۲۰۰۹ با بازی نام سانگ می، جی هیون وو، سو دو یونگ و چا یه ریون است. این مجموعه بازگویی مدرنی از داستان شفاهی کلاسیک کره‌ای «شاهدخت پیونگ‌گانگ و اون دال احمق» است. این مجموعه از ۹ نوامبر تا ۲۹ دسامبر ۲۰۰۹، روزهای دوشنبه و سه‌شنبه ساعت ۲۱:۵۵ (کی‌اس‌تی) از کی‌بی‌اس۲ قسمت پخش شد.

## بازیگران

### اصلی
- نام سانگ می در نقش لی پیونگ کانگ (شاهدخت پیونگ کانگ)
- جی هیون وو در نقش وو اون دال (ژنرال اون دال)
- سو دو یونگ در نقش ادوارد
- چا یه ریون در نقش کواک جا راک (شاهدخت جا راک)
- چوی میونگ گیل در نقش جه هوانگ جو (ملکه جه مون)
- پارک کی وونگ در نقش جو سون این
- یون می جو در نقش جو بی یون (ندیمه شاهدخت پیونگ کانگ)
- کیم هونگ سو ندیمه جه یونگ ریو
- کیل یونگ وو در نقش وو پیونگ وون (پادشاه پیونگ‌وون)

### مکمل
- لی دوک هی در نقش یون نا بو
- جو دوک هیون در نقش سو دو شیک
- آن هه کیونگ در نقش وانگ سونگ
- شین ها یون در نقش گو مین هی
- چوی یون یونگ در نقش بونگ سو هی
- کیم سو هان در نقش لی سونگ وو
- کیم هوان هی در نقش لی پیونگ اون
- اوه ووک چول در نقش ما هیون ته
- کانگ دونگ یوپ در نقش وکیل هان
- کیم جی وون در نقش کیم سو هی
- جونگ اون پیو در نقش لی جانگ
- لی چول مین در نقش چون بونگ
- چوی سونگ کیونگ در نقش کدخدای روستا
- لی جین سونگ در نقش پلیس (قسمت ۴)
- یو اوه سونگ در نقش پلیس (حضور افتخاری)
- سونگ می جین
- شین نا ری
- هوانگ گون